# Sanjar Fayziyev
Sanjar Fayziyev  (englisch Sanjar Fayziev; * 29. Juli 1994 in Taschkent) ist ein usbekischer Tennisspieler.

## Karriere
Fayziyev spielte bereits auf der ITF Junior Tour etwa 80 Matches und erreichte dort 2010 mit Platz 267 seine beste Platzierung.
Bis 2013 spielte er bei den Profis hauptsächlich Turniere in seinem Heimatland und scheiterte immer früh, sodass er in diesem Jahr erstmals in der Tennisweltrangliste platziert war. Er schaffte es auch sich für einige Hauptfelder bei Challengers zu qualifizieren, wo er jedoch immer früh ausschied. 2015 erreichte er erstmals ein Finale bei einem Future das Finale und schloss das Jahr in Einzel und Doppel jeweils innerhalb der Top 500 ab. 2016 und 2017 gewann er jeweils zwei Titel der Future-Kategorie. Im Juli 2017 erreichte der Usbeke mit Rang 253 seine höchste Einzelplatzierung. Dies gelang ihm auch 2018, wenn auch er im Ranking aus den Top 400 fiel. Im Doppel errang er bis dato vier Future-Titel und erreichte 2018 in Qarshi und Taschkent jeweils das Doppelfinale, wovon er letzteres mit Joʻrabek Karimov gewinnen konnte. Wenig später erreichte er mit Platz 314 sein Karrierehoch.
Seit 2014 spielt Fayziyev zudem für die usbekische Davis-Cup-Mannschaft, wo er bislang eine Bilanz von 1:9 hat.

## Erfolge
| Legende (Anzahl der Siege)  |
| Grand Slam                  |
| ATP World Tour Finals       |
| ATP World Tour Masters 1000 |
| ATP World Tour 500          |
| ATP World Tour 250          |
| ATP Challenger Tour (2)     |

### Doppel

#### Turniersiege
| Nr. | Datum            | Turnier   | Belag     | Partner            | Finalgegner                       | Ergebnis          |
| --- | ---------------- | --------- | --------- | ------------------ | --------------------------------- | ----------------- |
| 1.  | 13. Oktober 2018 | Taschkent | Hartplatz | Joʻrabek Karimov   | Federico Gaio Enrique López Pérez | 6:2, 6:73, [11:9] |
| 2.  | 21. Mai 2022     | Schymkent | Sand      | Markos Kalovelonis | Mikael Torpegaard Kaichi Uchida   | 6:73, 6:4, [10:4] |